# Cratere Albia
Albia è un cratere sulla superficie di 4 Vesta.